# 유량계

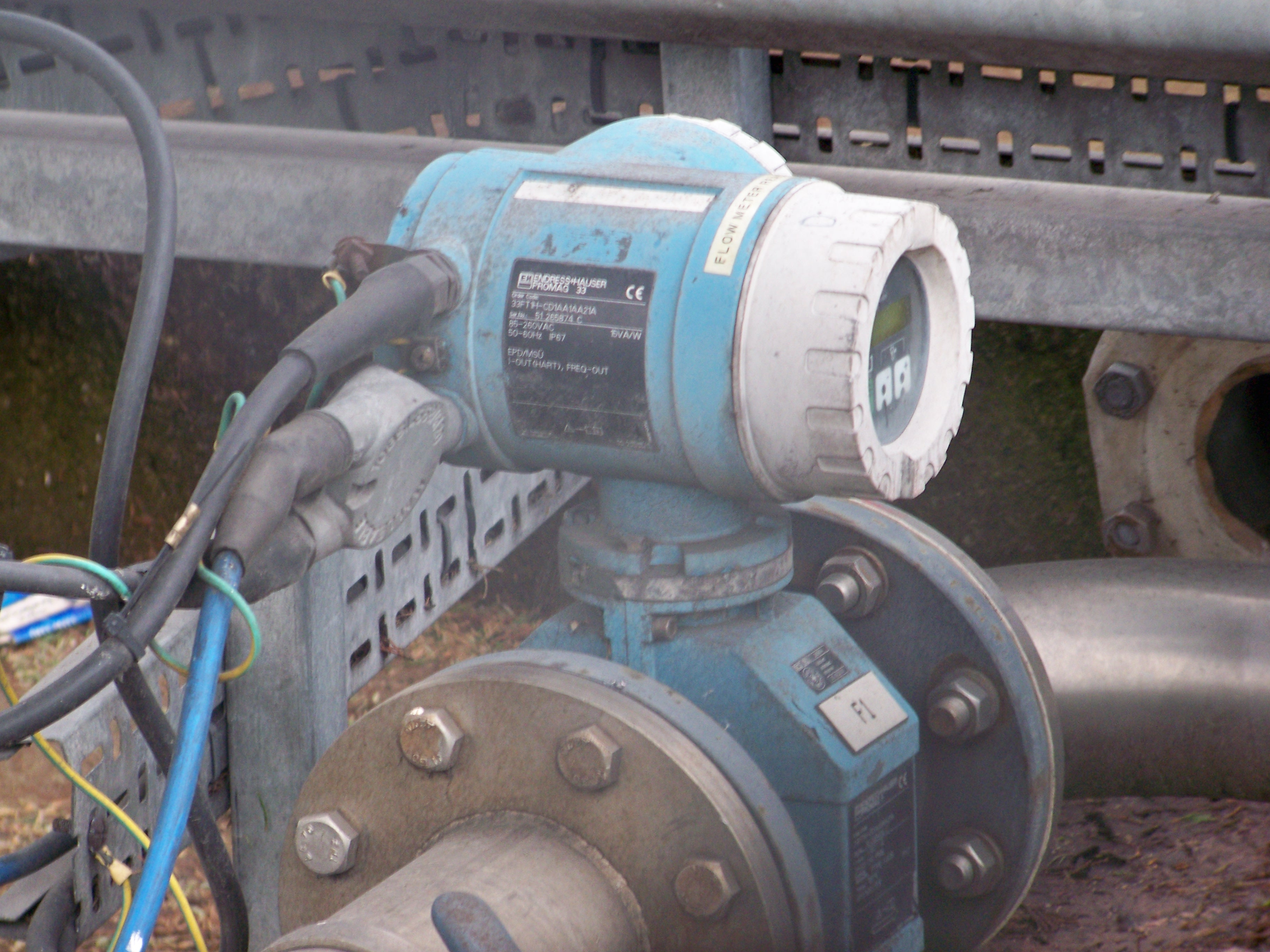
자기식 유량계(magnetic flow meter)

유량계(流量計,Flow measurement) 또는 유량측정기(Flow meter)는 흐름의 유량을 재는 기구로, 유량측정 웨어(measuring weir), 벤튜리 플륨(Venturi flume), 파샬 플륨(Parshall flume), 크리티컬 플로 미터Critical-Flow  Meter), 자기식 유량계(Magnetic flow meter 또는 electromagnetic flow meter), 초음파 유량측정기(Ultrasonic flow meter) 등이 있다.

## 압력
유체로부터 발생하는 압력은  압력이 높은곳에서 낮은곳으로 흐르는 성질을 갖는다. 이러한 압력 기반 측정기(Pressure-based meters)는 유체역학에 기반해 다양한 유량측정기들이 개발되었다.  압력 기반 측정기(Pressure-based meters)에는 대표적으로 피토관(Pitot-tube), 벤추리 미터(Venturi meter),
오리피스 미터(orifice meter)등이 있다.

### 피토관
피토관(Pitot管)는 기체, 액체의 흐르는 속도를 구하는 장치. 외관과 내관을 끼워 맞춘 이중관을 유체 속에 넣고 내관과 외관과의 압력 차를 직접 유자관으로 측정하여 유속을 구한다. 항공기의 속도계나 유량계 따위에 쓴다.

## 같이 보기
- 가스미터(gas meter)
- 측정오차(flowmeter error)
- 프루드 수